# Bergara
Bergara in basco e Vergara in castigliano, è un comune spagnolo di 14 853 (2006) abitanti situato nella comunità autonoma dei Paesi Baschi, nella provincia di Gipuzkoa, nella comarca di Alto Deba. 
È un importante nodo di comunicazioni stradali e ferroviarie e centro di industrie tessili e metalmeccaniche sito nelle colline della costa basca a uguale distanza da San Sebastián, Vitoria e Bilbao. L'industrializzazione, a partire dalla metà del XIX secolo, non ha cancellato le caratteristiche antiche del suo casco historico, centro storico monumentale con bei palazzi e case eleganti. Il suo clima è di carattere oceanico temperato.

## Storia
Nella Gipuzkoa sono diversi i giacimenti archeologici della preistoria e in particolare in territorio di Bergara nella Estación megalitica de Udala Intxorta esistono dolmen e tumuli di uso funerario risalenti all'età del bronzo. Per trovare però una testimonianza scritta dell'esistenza di una località di nome Bergara occorre considerare un atto di donazione di terre al Monastero di San Juan de la Peña del 1050 in cui si cita appunto il nome Bergara.
La fondazione della città avvenne però nel 1268 in seguito ad una decisione dei re di Castiglia. Nel 1200 ad opera di Alfonso VIII il regno di Castiglia aveva preso possesso con le armi della Gipuzkoa e si presentavano diverse necessità, quali collegare la Castiglia alle coste basche e ai porti cantabrici con strade sicure, costituire un baluardo di difesa nei confronti di Francia e Navarra, avere la possibilità di raggiungere con sicurezza le terre sul versante francese dei Pirenei che il re aveva avuto con il matrimonio con Eleonora d'Aquitania. Per soddisfare queste esigenze si fece un progetto di organizzazione del territorio con la creazione di nuove città di uomini liberi e fedeli alla Corona situate nei punti strategici della reegione. Nel corso dei tre secoli successivi, in base a questo progetto, furono create trenta nuove città, fra queste nel 1268 Bergara ad opera di Alfonso X el Sabio.
Il re concesse subito il Fuero, cioè lo statuto, ed alcuni privilegi di carattere fiscale e giudiziario volti a favorire il trasferimenti di famiglie abitanti nelle vicinanze, o anche altrove, nella città che all'inizio di si chiamò Villanueva de Bergara e col tempo abbandonò l'attributo di città nuova chiamandosi solo Bergara.
Anche i re che succedettero dopo concessero altri privilegi a chi abitasse in città o vi venisse ad abitare, sicché i cittadini erano nella fortunata situazione di esenti da tasse e pedaggi e godevano di diritto di pascolo nei territori reali. Queste condizioni di privilegio fecero sì che entrarono a far parte del territorio comunale che quindi s'ingrandì anche alcuni centri abitati circonvicini. Poiché le case di questi oaesi erano di legno si diffuse il timore degli incendi fra gli abitanti nelle case di pietra della città e nel 1506 il sindaco emise un'ordinanza contro i pericoli del fuoco e fu ordinata la conversione delle case in legno in case di pietra. Per la sua centralità e la qualità di nodo stradale Bergara divenne presto un centro commerciale di notevole importanza tanto che vi si teneva il mercato ben tre volte alla settimana; favorita anche dal ripopolamento di altre zone della provincia dove erano state create ex novo altre città, si determinò in Bergara un'intensa attività edilizia con la costruzione di alberghi dell'ospedale e di altri locali di soggiorno per i viaggiatori che si recavano o passavano dalla città che viveva di agricoltura, di artigianato e commercio. Si formarono anche aziende di modeste dimensioni dedite al tessile: filande, tessitorie, tintorie ecc. che ebbero un maggiore sviluppo nel secolo d'oro per tutta la Spagna: il '600. Fu creata la "Società degli Amici del Paese" per favorire lo sviluppo e il progresso. Intanto erano nati conventi in particolare dei Gesuiti che, finché non furono soppressi, si dedicarono all'insegnamento e favorirono gli studi. Particolare rilievo ebbero gli studi di Chimica e Mineralogia con docenti illustri come il chimico francese Joseph Louis Proust (1754-1826) famoso per la legge che porta il suo nome sulle "proporzioni definite e costanti". Alla metà dell'Ottocento l'industria si apre al capitale e assume un carattere moderno ottenendo investimenti e favorendo la nascita di aziende della produzione metalmeccanica accanto a quella tessile già esistente che si amplia e concentra le aziende minori in nuove aziende di dimensioni maggiori. Durante le guerre di successione, che costarono alla Spagna diverse centinaia di migliaia di morti, Bergara fu sede delle truppe carliste e nel 1839 vi fu firmata la Convención de Vergara che poneva fine alla prima delle tre guerre civili alimentate dal ramo carlista dei Borboni che non accettava la successione femminile al trono.
Nel 1888 giunse la ferrovia che si arricchì in seguito di altre linee facendo di Bergara un nodo ferroviario oltre che stradale come era fin dall'inizio.
Attualmente la città ha un'economia basata sull'agricoltura e l'allevamento del bestiame, l'industria e i servizi.

## Dintorni
A 12 km a est Zumarraga, centro industriale, dove si trovano la casa natale di Miguel López de Legazpi, conquistatore delle Filippine morto a Manila e la Ferreria Mirandaola antica fonderia rimessa in attività, a 12 km a sud Oñati paese con edifici rinascimentali fra i quali quello dell'Università soppressa nel 1800. A 21 km a sud Arantzazu straordinario paese fra le montagne in cui nel 1469 vi fu un'apparizione della Vergine ricordata da un santuario e da un convento francescano costruiti nel 1930-35. Nel convento trovarono rifugio negli anni sessanta e 70 i separatisti baschi dell'ETA.

## Monumenti
I principali monumenti sono il Palacio Egino-Mallea del XVI secolo, il Palacio Irizar del XVII secolo, il Palacio Izagirre-Moia del XVIII secolo, il Palacio Errotalde del 1598, l'Ayuntamiento del XVII secolo, il Juzgado palazzo di giustizia del 1863, il Real Seminario palazzo barocco costruito nel 1775 ed era sostanzialmente una Università riservata ai soli nobili, la Torre de Onpartza del XVI secolo, la Torre de Olaso dello stesso secolo, la Casa Jauregi del 1500, la Casa Arrese del XVI secolo, la Parroquia de Santa Marina de Oximondo chiesa gotica del secolo XIV ricostruita nel 1542 con campanile barocco del 1701, San Pedro chiesa di stile tardogotico del XVII secolo ricostruzione di un'antica chiesa gotica del XIV secolo.

## Feste
Le feste di Carnevale sono particolarmente programmate e partecipate, si concludono con la sfilata dei carri carnevaleschi e con l'Entierro de la sardina festa diffusa in molti centri spagnoli che consiste nel seppellimento di una statua ragffigurante una sardina contenuta in una rustica bara di legno eseguito da un gruppo di persone vestite a lutto e accompagnato da scherzi e musica funebre. 
La festa di pentecoste con il campionato di danza, la gara ciclistica, il concorso di pittura e il concerto della banda, si svolge 46 giorni dopo Pasqua, nella "Romeria de San Marcial", il pellegrinaggio al santuario dopo i riti religiosi si conclude, secondo l'uso spagnolo, in una festa in cui si mangia insieme all'aperto e si ballano il tradizionale vivace aurresku e la scenografica espada dantza, danza delle spade. La festa di "San Martin de Agirre" del 16 settembre segue la "Feria de San Martin" del sabato precedente in cui viene fatta l'esposizione e la vendita di frutta, ortaggi, formaggi e fiori. Nella sera la tamborrada infantil, sfilata di tamburini, e i fuochi artificiali. 
La "Feria de Ganado" è un concorso di esemplari dell'allevamento bovino, ovino, equino e caprino.